# دریاچه اندلا
دریاچه اندلا (به استونیایی: Endla järv) دریاچه‌ای در شهرستان یوگوا در کشور استونی است.
مساحت این دریاچه ۲٫۸۴ کیلومتر مربع است و عمق آن از ۰٬۸ متر تا ۲٬۴ متر متغیر است.